# Уганда на летних Олимпийских играх 1980
Уганда принимала участие в Летних Олимпийских играх 1980 года в Москве (СССР) в пятый раз за свою историю, пропустив Летние Олимпийские игры 1976 года, и завоевала одну серебряную медаль.

## Серебро
- Бокс, мужчины — Джон Мугаби.